# Isola Novyj
L'isola Novyj (in russo остров Новый, ostrov Novyj; in italiano "nuova") è un'isola russa che fa parte dell'arcipelago di Severnaja Zemlja ed è bagnata dal mare di Laptev.
Amministrativamente fa parte del distretto di Tajmyr del Territorio di Krasnojarsk, nel Distretto Federale Siberiano.

## Geografia
L'isola è situata nella parte orientale dell'arcipelago, a est della costa nord-orientale dell'isola Bolscevica. Si trova di fronte all'estuario del fiume Pjatiuglovka (Пятиугловка), tra l'isola di Lavrov, a est, e l'isola Bolscevica, e tra due insenature: la baia Derjugina (бухта Дерюгина) a nord e la baia Zakrytaja (бухта Закрытая) a sud. A sud-est, inoltre, c'è un'isola senza nome.
Novyj ha una forma irregolare ed è lunga circa 1 km, le coste sono piatte e lisce.